# 蘭開斯特府

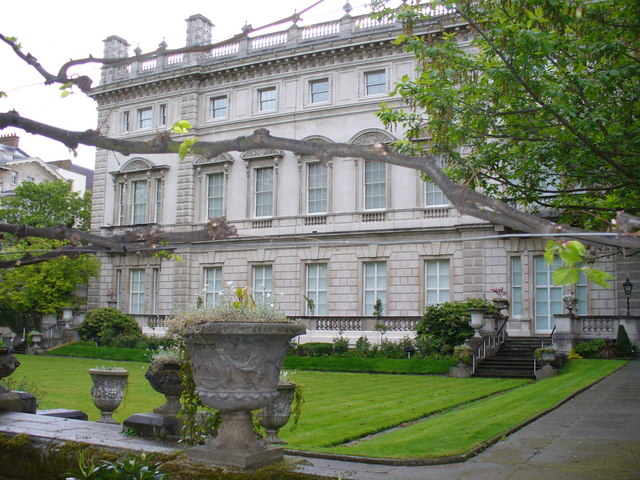

蘭開斯特府（英語：Lancaster House），也曾叫做约克府（York House）、斯塔福德府（Stafford House），是位於英國倫敦西區的一座建築，靠近聖詹姆士宮，是一個宮殿建築群的一部分。蘭開斯特府現在被列為英國一級登錄建築，由英國外交及聯邦事務部管理。蘭開斯特府本是约克和奥尔巴尼公爵的府邸，1825年始建，名字就叫約克府:155。1924年至二戰期間，倫敦博物館佔據此地。
蘭開斯特府是許多電影與電視劇為了替代白金漢宮的取景地，如維多莉亞女王：風華絕代（2009）、王者之聲（2010）、唐頓莊園（2013聖誕特輯）、王冠（2016）等影視作品。